# 賞金首 一瞬八人斬り
『賞金首 一瞬八人斬り』（しょうきんくび いっしゅんはちにんぎり）は、1972年12月に公開された日本映画。若山富三郎主演の時代劇で、『賞金稼ぎシリーズ』第3作。

## あらすじ
甲州黒戸金山から江戸へ送られる黄金が、伊那山岳党を名乗る者達に奪われた。幕府の必死の捜索にもかかわらず黄金の行方は依然判明しない。老中・堀田、大目付・跡部は賞金稼ぎで名高い小石川の蘭法医・錣市兵衛に五日以内の黄金奪還を依頼した。秘密兵器に身を包んだ市兵衛は、悪党・盗賊の巣食う金山の麓・台ヶ原へと乗り込む。

## 出演
- 錣市兵衛(医者・賞金稼ぎ)：若山富三郎
- 蛭徳(口のきけない男・市兵衛の従者):遠藤辰雄

＜小石川施術所＞
- 千枝(市兵衛の助手・看護師)：瞳順子
- 甚助(出産間近の妊婦を連れた百姓)：南利明
- お里(甚助の妻・妊婦)：丸平峰子
- 悪八坊(黒戸金山からの足抜け)：五味龍太郎

＜伊那山岳党＞
- 夜叉狼(頭目)：今井健二
- 飛び天童(夜叉狼の妹)：加藤小夜子

＜甲州台ヶ原宿＞
- 鬼念仏のお紋(極楽亭の女将・棺桶辰の情婦)：川村真樹
- 駒蔵(お紋の子分)：江波多寛児(江幡高志)
- 疾風(お紋の子分)：佐藤京一
- 音吉(お紋と寝る・夜叉狼を売った男)：汐路章
- 源大(五両の賞金首)：長谷川弘

＜代官所＞
- 代官所門番(夜叉狼の居場所教える)：大城泰
- 下役人(夜叉狼を叩く)：白川浩二郎

＜甲州黒戸金山＞
- 棺桶辰(黒戸金山人足頭)：大木実
- おかね(女将・棺桶辰の妻)：若山ゆかり
- 熊蔵(子分)：関山耕司
- 松市(山抜け脱走)：志賀勝

＜尾州＞
- 薊弥十郎(賞金稼ぎの素浪人・元尾州の隠し目付け)：天知茂
- 大庭勘助(弥十郎と内通)：田中浩

＜幕府＞
- 堀田豊後守正篤(老中・市兵衛の依頼主)：内田朝雄
- 跡部内膳正(鑑定奉行)：藤岡重慶
- 野呂陣内(武州浪人・堀田の隠し目付け)：内藤武敏
- 早崎刑部(棺桶辰の始末)：原田力

## スタッフ
- 企画：俊藤浩滋、松平乗道
- 監督：小沢茂弘
- 脚本：高田宏治、本田達男
- 助監督：志村正浩
- 撮影：山岸長樹
- 音楽：桜井英顕
- 美術：石原昭
- 録音：堀場一朗
- 照明：増田悦章
- 編集：宮本信太郎
- スチール：藤本武